# بيرسي مكنمارا
بيرسي مكنمارا (بالإنجليزية: Percy McNamara)‏ هو لاعب دوري الرغبي أسترالي، ولد في 1870، وتوفي في 1940.